# 百武賢兼
百武 賢兼（ひゃくたけ ともかね）は、戦国時代から安土桃山時代にかけて武将。龍造寺氏の家臣。龍造寺四天王の一人。家紋は鏡之内桔梗。

## 出自
本姓は源氏。旧姓は戸田（源義家の六男（七男とも）源義隆の孫・戸田信義を祖とする）といい、祖先は関東の士で後に肥前国に移った。父・戸田兼定の代より龍造寺氏の家臣となる。しかし、少弐氏において台頭してきた龍造寺氏に不満を抱いた馬場頼周の計略により、龍造寺一族は騙し討ちにあい、兼定も龍造寺周家・家泰・頼純らと共に肥前神埼郡の祇園原で戦死する。

## 略歴
戸田兼定の長男として誕生。当初は兼道・兼通（ともに読みは「かねみち」）を名乗るが龍造寺鎮賢（後の政家）より偏諱（｢賢｣の字）を受け賢兼と改名した。
賢兼は龍造寺軍の中核として各地を転戦し武功を挙げ、主君・龍造寺隆信から百人並みの武勇を有すると賞され、百武姓を賜った。賢兼はその武勇から龍造寺四天王の一人に数えられるほか、龍造寺氏配下の武勇優れた4人を総称する「両弾二島（両弾二志摩）」（大村弾正・犬塚弾正・百武志摩守・上瀧志摩守）の一人にも挙げられている。
天正12年（1584年）3月24日の沖田畷の戦いで隆信と共に討死した。佐賀市多布施の天佑寺に夫妻の墓が現存している。

## 逸話
- 天正9年（1581年）、隆信が筑後国進出のために蒲池鎮漣を謀殺し、その居城である柳川城に攻め入った（柳川の戦い）。しかし、蒲池氏には、鎮漣の父・鑑盛がかつて龍造寺氏が危機に陥った際に助けた恩義があった。賢兼の室は出陣を促すも賢兼は涙を流し、遂に最後まで出陣しなかった。賢兼も主家の家運について利運のない事を感じていたらしい（『葉隠聞書十一』）[2]。
- この逸話にて登場する賢兼の妻（法名・円久妙月）は男勝りの性格と伝えられ、大友氏との戦いでは鍋島直茂の命で城を守備し、自ら薙刀を携えて、戸口に立ち兵を指揮したという逸話（『北肥戦誌』）も残っている。　沖田畷の戦い後、戸次道雪と高橋紹運が蒲船津の城を攻撃したが、このとき亡夫に替わって城を守りこれを撃退した。大剛無双で普段から乗馬を好み、長髪の大鬢を左右に分けていたという（『直茂公年譜』）[3]。

## 子孫
賢兼の死後、養子・茂兼が家督を継ぎ、龍造寺氏の没落後は代々鍋島氏の重臣として仕えた。また少弐氏一門の平井経房には鍋島直茂の養女となった娘が嫁ぎ、その子の平井経清は後に百武姓を名乗った。
子孫には佐賀藩11代藩主・鍋島直大の御相手役で、後に外務書記官・農商務省役人となり日本洋画の先駆者として評価される百武兼行（血縁的には成松信勝の子孫）や、満洲事変の際に臨時派遣第1戦車隊を率いた百武俊吉などがいる。
軍人で昭和初期に「百武三兄弟」と称された百武三郎（海軍大将・侍従長）・源吾（海軍大将）・晴吉（陸軍中将）、小説家の泉大八（本名・百武平八郎）やアマチュア天文家の百武裕司は分家の出身とされる。